# Jean Paul Benavente
Jean Paul Benavente García (Cusco, 19 de junio de 1969) es un economista y político peruano. Fue gobernador regional de Cusco por el partido Acción Popular durante el periodo 2019-2022.

## Biografía
Nació en el Wánchaq y cursó sus estudios primarios en el Colegio Nacional de Ciencias y los secundarios en el Colegio Salesiano. Realizó sus estudios de pregrado en economía en la Universidad Nacional de San Antonio Abad del Cusco (UNSAAC). Fue docente de dicha universidad desde 1999. Posteriormente realizó las maestrías de economía y políticas públicas en la Universidad Torcuato Di Tella y la de globalización y procesos económicos y sociales en la Universidad del País Vasco en convenio con la UNSAAC.

## Vida política
Durante la gestión del gobernador regional Hugo Gonzáles Sayán (2007-2010) ocupó los cargos de director regional de comercio exterior y turismo del gobierno regional Cusco y gerente de desarrollo económico del gobierno regional Cusco. El año 2014 postuló como vicegobernador en la lista del candidato Benicio Ríos quien fuera alcalde del distrito de Ollantaytambo y de la provincia de Urubamba y actualmente se encuentra preso por corrupción.

### Gobernador del Cusco
En las elecciones regionales de 2018 participó como candidato a gobernador regional por el partido Acción Popular donde obtuvo en primera vuelta el 14.95% de los votos. En la segunda vuelta disputada contra el candidato Luis Wilson Ugarte de Restauración Nacional obtuvo una aplastante victoria con el 70.40% de los votos frente los 29.60% de su contrincante.

## Publicaciones
- Benavente García, Jean Paul (Noviembre del 2012). Impacto del turismo en la economía de la Region Cusco. Aplicación de la cuenta satélite para un turismo inclusivo y competetivo.